# Чарлі Мусонда
Чарлі Мусонда (англ. Charles Musonda; нар. 15 жовтня 1996, Брюссель, Бельгія) — бельгійський футболіст, півзахисник «Леванте».

## Клубна кар'єра
Народився 1996 року в бельгійському Брюсселі, де його батько, замбійський футболіст Чарлі Мусонда-старший, на той час виступав за місцевий «Андерлехт». В академії цього клубу і починали займатися його три сини, включно з Чарлі-молодшим. 
11 червня 2012 року Мусонда перейшов в англійський «Челсі» разом зі своїми двома старшими братами. 24 жовтня 2013 року підписав професійний контракт з клубом.
Станом на 2019 рік зіграв за основний склад «Челсі» лише 7 матчів (1 гол), більшість часу проводячи в орендах: іспанський «Реал Бетіс» з січня по грудень 2016, шотландський «Селтік» з січня по травень 2018, нідерландський «Вітессе» на два роки з серпня 2018.

## Титули і досягнення
- Переможець Юнацької ліги УЄФА: 2014-15